# Marala
Marala va ser un trio musical format per la catalana Selma Bruna, la valenciana Sandra Monfort i la mallorquina Clara Fiol. El grup estava especialitzat en la música d'arrels tradicionals des d'una mirada renovadora i amb especial atenció a la polifonia.

## Trajectòria
La seva versió de la cançó «Txoria txori» del cantautor basc Mikel Laboa sobre un poema de Joxean Artze va impactar a Fermin Muguruza, que les va convidar a cantar en l'obertura al seu projecte The Suicide of Western Culture, presentat al Primavera Sound del 2018. Al País Basc també van participar en la commemoració del bombardeig de Guernica que organitza anualment l'associació Gernikako Lobak el 26 d'abril. Marala participà a l'edició del 2018 oferint un concert dins el búnquer d'Astra, el mateix espai on, 81 anys enrere, s'hi van refugiar els habitants de la ciutat fugint de les bombes i l'horror. En aquesta ocasió interpretaren un tema de Sandra Montfort titulat «Guernikako garraxiak», arranjat especialment per l'ocasió, i que incloïa la lectura d'un poema de Sara Lavado i cants tradicionals de Mallorca i València.
El seu disc debut, produït per U98 Music, es titulà A trenc d'alba i fou publicat el 8 de març de 2020. L'àlbum, format per 10 cançons, inclou versions musicals de poemes com «Corrandes de lluna» de Maria Mercè Marçal i «Cançó» de Miquel Martí i Pol, i fragments de cançons tradicionals combinades amb composicions pròpies. El disc anava dedicat «a les nostres àvies, amamas, ueles i padrines», amb una explícita intenció de reivindicació feminista. Clara Fiol parlà així de la primera cançó: «"A trenc d'alba", la cançó que dona nom al disc, tracta del moment en què les dones comencen a poder mostrar-se al món perquè hi ha l'espai i han trobat la força». A més de les tres membres permanents de Marala, en aquest primer disc també hi participaren Aleix Tobias a les percussions, Xavi Lozano a les flautes, Xarim Aresté a la guitarra elèctrica, i el quartet femení madrileny Faneka. El 2020 també publicaren el senzill Rosa i espina, amb lletra composta per encàrrec per la poetessa santcugatenca Nina da Lua. La lletra i el videoclip relaten les contradiccions de les membres del grup, criades en uns patrons que volen deconstruir, i alhora la senzillesa i la cura que formen part de la lluita feminista.
El 2024 el trio Marala va sumar forces amb el cantant Panxo, de Zoo, al nou tema festiu i ballable «Estic antiquà» on critiquen l'heteropatriarcat i la masculinitat fràgil. El mes de juny es va presentar el videoclip de la cançó «Copeo traïdor», una barreja de folklore mallorquí i música electrònica que combina hedonisme i denúncia, en col·laboració amb l'artista Queralt Lahoz.
El gener de 2025, Marala va anunciar la seua separació amb tres últims concerts eixe mes, després de huit anys de trajectòria.

## Discografia
- A trenc d'alba (U98 Music, 2020)
- Jota de morir (Propaganda pel fet!, 2023)[12]